# Careproctus leptorhinus
Careproctus leptorhinus är en fiskart som beskrevs av Anatoly Petrovich Andriashev och Stein, 1998. Careproctus leptorhinus ingår i släktet Careproctus och familjen Liparidae. Inga underarter finns listade.